# کوه ولچ
کوه ولچ (به انگلیسی: Welch Peaks) یک قله و کوه در ایالات متحده آمریکا است که در واشینگتن واقع شده‌است. کوه ولچ ۱٬۸۶۲٫۳۵ متر بالاتر از سطح دریا واقع شده‌است.